# كوزلباغجة
كوزلباغجة (بالتركية: Güzelbahçe)‏ هي بلدة ومُديريَّة تقع في ولاية إزمير بتركيا. تصل مساحتها إلى 77 كم²، وترتفع عن سطح البحر حوالي 50 م.